# Вале Скалца (Фрозиноне)
Вале Скалца је насеље у Италији у округу Фрозиноне, региону Лацио.
Према процени из 2011. у насељу је живело 11 становника. Насеље се налази на надморској висини од 378 м.